# Lijst van spelers van Alta IF
Deze lijst omvat voetballers die bij de Noorse voetbalclub Alta IF spelen of gespeeld hebben. De spelers zijn alfabetisch gerangschikt.

## A
- Mathias Abelsen
- Yaw Amankwah
- Magnus Andersen
- Thomas Andersen

## B
- Dag Balto
- Håkon Berg
- Rune Berger
- Aasmund Bjørkan
- Thomas Braaten
- Vegard Braaten
- Jan Egil Brekke

## D
- Emmanuel David
- Alassane Diomande
- Samuel Dirscher
- Mate Dujilo

## E
- Faris Efendić
- Tresor Egholm
- Karl Eide
- Jon Eira
- Alexander Ellingsen
- Māris Eltermanis
- Jon Eriksen
- Eirik Erlandsen
- Rune Ertsås

## F
- Ivar Forn
- Jonas Fundingsrud

## G
- Christian Gauseth
- Andreas Granerud

## H
- Kurt Halvorsen
- Mats Hansen
- Jay Harris
- Jan Haugli
- Isak Hætta
- Ole Hætta
- Gary Hogan
- Eirik Holm

## I
- Aziz Idris

## J
- Alan Jakirovic
- Łukasz Jarosiński
- Jonas Johansen
- Espen Johnsen
- Børge Josefsen

## K
- Tor Kåven
- Brendan King
- Vegard Knudsen
- L Petter Larsen

## L
- Toni Lindberg
- Andreas Løvland
- Trond Ludvigsen

## M
- Andreas Markussen
- Mihkku Måsø
- Mats Masvik
- Martin Mathisen
- Chris Mbamba
- Joakim Medlie
- Nicolay Misje

## N
- Jay Needham
- El Hadji Ngom
- Magnus Nikolaisen
- Jacob Nilsson
- Mika Niskala
- Vidar Nogva
- Håvard Nome
- Martin Norbye
- Said Nordnes

## O
- Erlend Olsen
- Øyvind Olsen
- Tore Olsen
- Martin Overvik
- Runar Overvik
- Per Østgård

## R
- Jonathan Rasheed
- Christian Reginiussen
- Mads Reginiussen
- Arle Ring
- Eivind Ringard
- Markus Rolandsen

## S
- Haukur Sigurðsson
- Even Sjøgren
- Vebjørn Skorpen
- Torje Slettli
- Vebjørn Slettli
- Aldin Softic
- Aleksander Solberg

## T
- Ville Taulo
- Frederik Tervaniemi
- Kjetil Thomassen
- Svein-Ove Thomassen
- Thomas Torgersen
- Jesper Törnqvist

## U
- Ole Ulvestad
- Johnny Utsi

## V
- Aleksandar Vasilev
- Mikko Vilmunen

## Z
- Ante Zurak

Clubs: Aalesunds FK · Alta IF · SK Brann · Bryne FK ·  Fredrikstad FK · FK Haugesund · Hønefoss BK · Kongsvinger IL · Lillestrøm SK · FC Lyn Oslo · Molde FK · Moss FK · Odd Grenland · Rosenborg BK · Stabæk Fotball · IK Start · Strømsgodset IF · Tromsø IL · Vålerenga IF ·  Viking FK

Lijsten van voetballers van Noorse clubs: Aalesunds FK · Alta IF · SK Brann · Bryne FK · Fredrikstad FK · FK Haugesund · Hønefoss BK · Kongsvinger IL · Lillestrøm SK · FC Lyn Oslo · Molde FK · Moss FK · Odd Grenland · Rosenborg BK · Stabæk Fotball · IK Start · Strømsgodset IF · Tromsø IL · Vålerenga IF · Viking FK